# 영주 부석사 삼층석탑 (보물)
영주 부석사 삼층석탑(榮州 浮石寺 三層石塔)은 대한민국 경상북도 영주시 부석사에 있는, 남북국 시대 신라의 삼층석탑이다. 1963년 1월 21일 대한민국의 보물 제249호로 지정되었다.

## 개요
부석사 무량수전 동쪽에 세워져 있는 석탑으로, 2단의 기단(基壇) 위에 3층의 탑신(塔身)을 세운 모습이다.
기단에는 각 면의 모서리와 가운데에 기둥 모양의 조각을 두었는데, 아래층 기단은 가운데에 2개씩의 조각을 두고, 위층 기단에는 하나씩을 두었다. 탑신의 몸돌과 지붕돌은 각각 하나의 돌로 되어있는데, 몸돌은 모서리마다 기둥 모양을 조각하였으며, 지붕돌은 밑면의 받침이 5단으로 통일신라의 전형양식을 따르고 있다.
문무왕 16년(676) 부석사를 창건할 당시에 만들어진 것으로, 아래층 기단의 너비가 매우 넓고, 1층 몸돌 또한 높이에 비해 너비가 넓어서 장중해 보인다.
1960년 해체하여 복원할 때 철제탑, 불상의 파편, 구슬 등이 발견되었고 이 때 일부 파손된 부분은 새로운 부재로 보충하였다. 탑은 원래 법당 앞에 건립되는 것이 통례이나 이 석탑은 법당의 동쪽에 세워져 있어 눈길을 끈다.

## 같이 보기
- 부석사
- 영주 부석사 삼층석탑 (유형문화재) (경상북도 유형문화재 제130호)

## 참고 자료
- 영주 부석사 삼층석탑 - 국가유산청 국가유산포털